# Lucey (Sabaudia)
Lucey – miejscowość i gmina we Francji, w regionie Owernia-Rodan-Alpy, w departamencie Sabaudia.
Według danych na rok 1990 gminę zamieszkiwało 225 osób, a gęstość zaludnienia wynosiła 37 osób/km² (wśród 2880 gmin regionu Rodan-Alpy Lucey plasuje się na 1402. miejscu pod względem liczby ludności, natomiast pod względem powierzchni na miejscu 1430.).

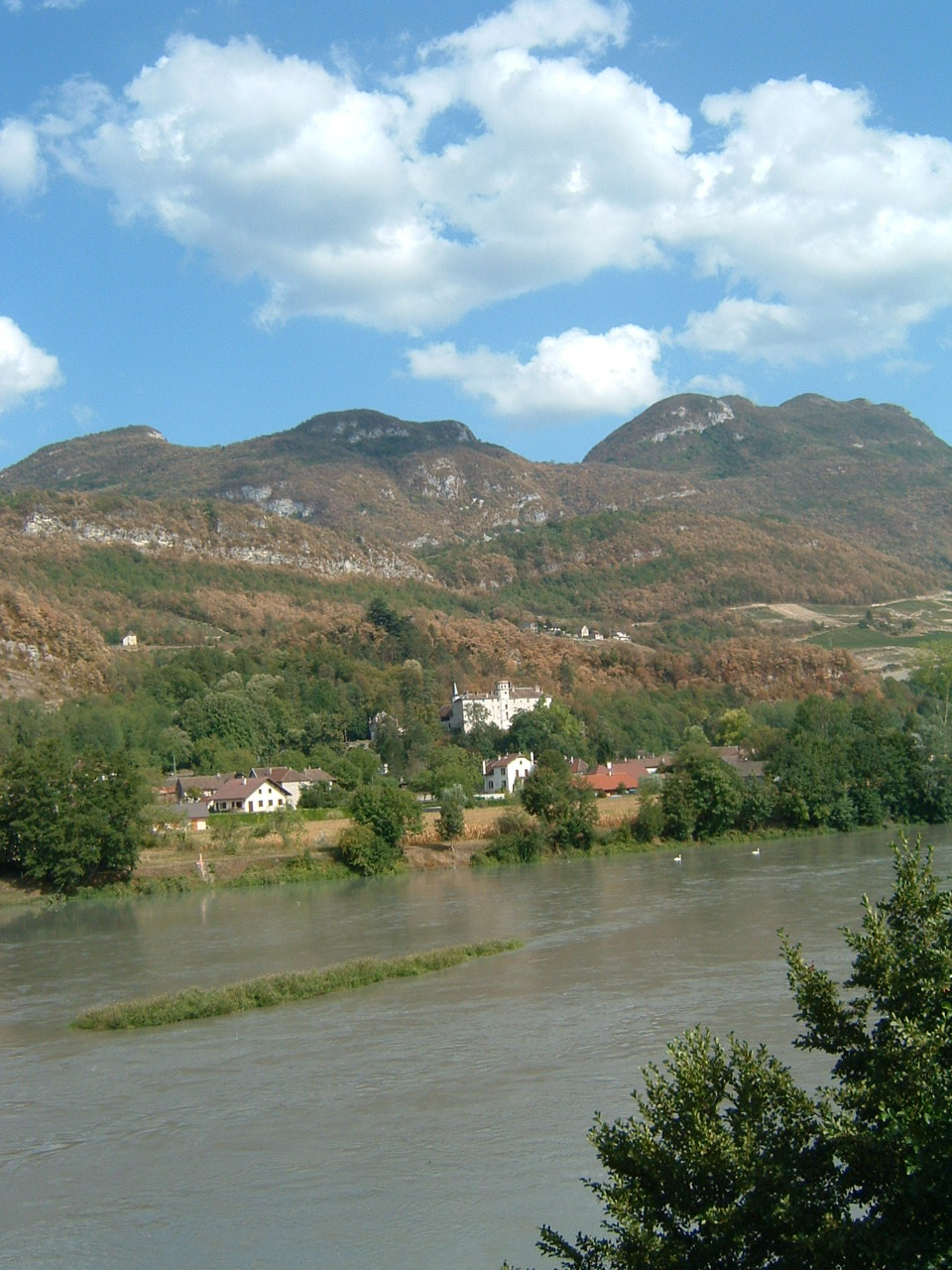
Lucey, 2003